# Microcip fără contact
Microcipul fără contact (denumit și microcip de proximitate sau cip de proximitate) este un circuit integrat (microcip) folosit în scopul stocării și al prelucrării de date. El poate fi încorporat, de exemplu, în pașapoarte, cărți de identitate și permise de ședere biometrice.
Microcipul, instalat invizibil în majoritatea documentelor, este conectat la o antenă care permite comunicarea cu dispozitivul de citire prin unde electromagnetice, realizând identificare prin frecvență radio (RFID - Radio Frequency Identification). Pentru inițierea transmisiei este necesară apropierea de dispozitiv. Conținutul protejat al cipului poate fi citit de la o distanță de 0-10 cm. Acest cip poate fi încorporat în documentul de călătorie în diverse moduri. De exemplu, la pașapoartele biometrice sau pașapoartele electronice, cipul fără contact poate integrat într-o folie groasă și transparentă, în coperta documentului sau într-o pagină specială din policarbonat.
Pentru păstrarea securității datelor se efectuează deseori un control de bază al accesului (BAC - basic access control) în cursul căruia cipul fără contact poate fi citit de dispozitivul corespunzător numai după ce a fost deblocat prin validarea unui cod PIN. Se poate efectua și un control aprofundat al accesului (EAC - extended access control), prin autentificare la terminal. În acest caz, ca măsură de siguranță, se aplică o semnătură digitală, utilizând o infrastructură cu cheie publică (PKI - public key infrastructure) care protejează autenticitatea și integritatea datelor stocate.